# Gaisberg
Gaisberg je naselje v Občini Breže v Okraju Šentvid ob Glini na Koroškem v Avstriji.